# إبراهيم داود ناحوم
إبراهيم داود ناحوم (1888 - 18 يناير 1968) سياسي عراقي. وُلد في بغداد  لأسرة يهودية أصلها من كركوك. تلقّى تعليمه في مدرسة الإليانس، ثم التحق بالعمل في البنك العثماني بين عامي 1915 و1929. ثم استقال ليتفرغ لوكالة‌ أعمال إيلي خضوري  وأسهم من خلال ذلك في إنشاء عدد من المدارس في مدن الموصل والبصرة وكركوك وطهران. وفي سنة 1926، وبالتعاون مع زوجته، أسّس أول نادٍ اجتماعي مختلط في بغداد، حمل اسم "نادي لورا خضوري". انتُخب نائبًا عن مدينة الموصل في ديسمبر 1937، وأعيد انتخابه في يونيو 1943 ثم في مارس 1947، ليستمر في منصبه حتى فبراير 1948. غادر العراق لاحقًا إلى إسرائيل، حيث توفّي هناك عن عمر ناهز الثمانين عامًا.

## سيرته
ولد إبراهيم داود يعقوب ناحوم سنة 1888 في بغداد. ينتمي إلى أسرة يهودية عراقية كركوكية الأصل نزحت إلى بغداد.  تلقّى تعليمه في مدرسة الإليانس، ثم التحق بالعمل في البنك العثماني عام 1915، واستمر فيه حتى عام 1929، حين قرّر الاستقالة والتفرغ لإدارة وكالة أعمال المحسن البريطاني إيلي خضوري (1867-1944). وأسهم في الإشراف على إنشاء المدارس التي موّلها هذا المحسن في الموصل والبصرة وكركوك وطهران، كما تابع شؤون مدارسه ومؤسساته الخيرية في بغداد وفي مختلف مناطق العراق.
وبالتعاون مع زوجته السيدة لولو، التي توفيت في 6 أغسطس (آب) 1974، أسّس عام 1926 أول نادٍ اجتماعي مختلط في بغداد، عُرف باسم «نادي لورا خضوري». 
انتخب إبراهيم ناحوم نائباً عن لواء الموصل ممثلاً عن الطائفة اليهودية في الدورات الثامنة إلى الحادية عشرة:  ديسمبر (كانون الأول) 1937، ثم أُعيد انتخابه في يونيو (حزيران) 1939، وأكتوبر 1943 (تشرين الأول)، ومارس (آذار) 1947، وظلّ يشغل منصبه حتى فبراير (شباط) 1948.  شغل إبراهيم ناحوم منصبين في الوقت نفسه خلال عقدي الثلاثينات والأربعينات القرن العشرين، حيث كان رئيسًا  للاتحاد الإسرائيلي العالمي في العراق وعضوًا في البرلمان العراقي.
وبعد انتهاء مسيرته السياسية، رحل من العراق إلى إسرائيل، وتوفي هناك في 18 يناير (كانون الثاني) 1968.